# Chalais VS
| VS ist das Kürzel für den Kanton Wallis in der Schweiz. Es wird verwendet, um Verwechslungen mit anderen Einträgen des Namens Chalais zu vermeiden. |

Chalais (deutsch Schalei) ist eine politische Gemeinde und eine Burgergemeinde des Bezirks Siders sowie eine Pfarrgemeinde des Dekanats Siders im französischsprachigen Teil des Kantons Wallis in der Schweiz.

## Geographie
Zur Gemeinde Chalais gehören auch die Ortschaften Réchy im Rhonetal (südwestlich anschliessend), Briey, der nördliche Teil des Val de Réchy sowie der auf einer Bergterrasse auf ca. 1300 m ü. M. gelegene Ferienort Vercorin mit dem Wander- und Wintersportgebiet um den Crêt du Midi.

## Bevölkerung

Historisches Luftbild von Werner Friedli von 1949

| Bevölkerungsentwicklung | Bevölkerungsentwicklung | Bevölkerungsentwicklung | Bevölkerungsentwicklung | Bevölkerungsentwicklung | Bevölkerungsentwicklung | Bevölkerungsentwicklung | Bevölkerungsentwicklung | Bevölkerungsentwicklung | Bevölkerungsentwicklung |
| ----------------------- | ----------------------- | ----------------------- | ----------------------- | ----------------------- | ----------------------- | ----------------------- | ----------------------- | ----------------------- | ----------------------- |
| Jahr                    | 1798                    | 1850                    | 1900                    | 1950                    | 2000                    | 2010                    | 2012                    | 2014                    | 2016                    |
| Einwohner               | 492                     | 555                     | 1116                    | 1635                    | 2657                    | 3115                    | 3249                    | 3375                    | 3466                    |